# Sajuri Jošiiová
Sajuri Jošiiová (japonsky 吉井小百合, Jošii Sajuri; * 28. listopadu 1984 Nagano) je bývalá japonská rychlobruslařka.
Od roku 2003 startovala ve Světovém poháru. Na Mistrovství světa ve sprintu 2005 se umístila na čtvrtém místě, na Mistrovství světa na jednotlivých tratích 2005 byla čtvrtá (500 m) a desátá (1000 m). Startovala na Zimních olympijských hrách 2006 (500 m – 9. místo, 1000 m – 15. místo). V letech 2008 a 2009 se na světovém šampionátu na jednotlivých tratích umístila na sprinterských distancích v první desítce, v roce 2010 získala stříbrnou medaili Mistrovství světa ve sprintu. Na zimní olympiádě 2010 závodila na třech tratích, nejlépe byla pátá v závodě na 500 m.